# Sobarocephala
Sobarocephala är ett släkte av tvåvingar. Sobarocephala ingår i familjen träflugor.

## Dottertaxa tillSobarocephala, i alfabetisk ordning[1]
- Sobarocephala affinis
- Sobarocephala albitarsis
- Sobarocephala albiventris
- Sobarocephala albomaculata
- Sobarocephala annulata
- Sobarocephala atricornis
- Sobarocephala atrifacies
- Sobarocephala beckeri
- Sobarocephala bistrigata
- Sobarocephala bivittata
- Sobarocephala boliviana
- Sobarocephala brasiliensis
- Sobarocephala columbiensis
- Sobarocephala cruciger
- Sobarocephala discolor
- Sobarocephala distincta
- Sobarocephala diversa
- Sobarocephala diversipes
- Sobarocephala dives
- Sobarocephala dorsata
- Sobarocephala dreisbachi
- Sobarocephala dudichi
- Sobarocephala elegans
- Sobarocephala fascipennis
- Sobarocephala ferruginea
- Sobarocephala festiva
- Sobarocephala finnilaei
- Sobarocephala flava
- Sobarocephala flaviseta
- Sobarocephala fumipennis
- Sobarocephala guianica
- Sobarocephala humeralis
- Sobarocephala hypopygialis
- Sobarocephala imitans
- Sobarocephala interrupta
- Sobarocephala isla
- Sobarocephala lachnosternum
- Sobarocephala lanei
- Sobarocephala latifacies
- Sobarocephala latifrons
- Sobarocephala latipennis
- Sobarocephala latipennoides
- Sobarocephala liturata
- Sobarocephala lumbalis
- Sobarocephala macalpinei
- Sobarocephala medinai
- Sobarocephala melanderi
- Sobarocephala melanopyga
- Sobarocephala milangensis
- Sobarocephala mitsuii
- Sobarocephala muesebecki
- Sobarocephala nepalensis
- Sobarocephala nigroantennata
- Sobarocephala nigrofacies
- Sobarocephala nigrohumeralis
- Sobarocephala nigronota
- Sobarocephala pallidor
- Sobarocephala panamaensis
- Sobarocephala pengellyi
- Sobarocephala peruana
- Sobarocephala picta
- Sobarocephala pictipennis
- Sobarocephala plumata
- Sobarocephala plumatella
- Sobarocephala plumicornis
- Sobarocephala pruinosa
- Sobarocephala quadrimaculata
- Sobarocephala quadrivittata
- Sobarocephala reducta
- Sobarocephala ruebsaameni
- Sobarocephala sabroskyi
- Sobarocephala setipes
- Sobarocephala sexvittata
- Sobarocephala soosi
- Sobarocephala steyskali
- Sobarocephala strigata
- Sobarocephala subfasciata
- Sobarocephala texensis
- Sobarocephala uncinata
- Sobarocephala valida
- Sobarocephala variegata
- Sobarocephala wirthi
- Sobarocephala vittatifrons
- Sobarocephala vockerothi
- Sobarocephala xanthomelana
- Sobarocephala zeugma
- Sobarocephala zuluensis